# Cari Tuna
Cari Tuna est une femme d'affaires américaine investie dans de nombreux projets à but non lucratif en lien avec l'altruisme efficace. Ancienne journaliste pour le Wall Street Journal, elle a co-fondé et travaille pour les organisations Open Philanthropy et Good Ventures.

## Formation et carrière
Aînée de trois enfants, fille de deux médecins, Cari Tuna a grandi à Evansville, dans l'Indiana. Au lycée, où elle était présidente du conseil étudiant, elle a fondé une section d'Amnesty International et a reçu un titre académique décerné aux meilleurs élèves des États-Unis (valedictorian).
Elle a ensuite fréquenté l'université Yale où elle a écrit pour le Yale Daily News (en). Après avoir obtenu un diplôme de premier cycle universitaire en sciences politiques, elle est devenue journaliste pour le Wall Street Journal.
Elle travaille actuellement à temps plein sur Good Ventures, sa fondation privée et celle de son mari, ainsi que sur Open Philanthropy, une retombée d'une collaboration entre Good Ventures et GiveWell,.
Elle est une membre éminente de la communauté de l'altruisme efficace.

## Vie privée
Cari Tuna a rencontré l'entrepreneur Dustin Moskovitz lors d'un blind date. Ils se sont mariés en 2013,. Ils sont tous deux signataires du Giving Pledge de Bill Gates et Warren Buffett.